# Baie de l'Amirauté
Pour les articles homonymes, voir Admiralty Bay.
La baie de l'Amirauté (Admiralty Bay) est la principale baie de l'île du Roi-George, au large de l'Antarctique. C'est une Zone gérée spéciale de l'Antarctique.
Elle abrite trois bases scientifiques :
- la Base antarctique Arctowski polonaise (1977) qui possède un phare, le phare d'Arctowski

|                            |
| Base polonaise d'Arctowski |

- la Base antarctique Comandante Ferraz brésilienne (1984) qui possède un phare, le phare Comandante Ferraz ;
- la Base antarctique Machu Picchu péruvienne (1989).

La baie est reconnue zone importante pour la conservation des oiseaux,.

## Source
- [PDF] Plan de gestion pour la zone gérée spéciale de l’Antarctique no 1, site du Secrétariat du Traité sur l'Antarctique.